# へびつかい座72番星
へびつかい座72番星（へびつかいざ72ばんせい、72 Ophiuchi、72 Oph）は、へびつかい座の方角に約82光年の距離にある連星である。見かけの等級は3.7と、肉眼でもみることができる明るさで、白色に輝いている。

## 特徴
へびつかい座72番星には、中心となる3.7等星 (A) の他に、北西に25秒離れた14等星B、南に1分離れた11等星Cがあり、2007年には北東に24秒離れた15等星Dも発見された。この中で、AとBは物理的に結びついた連星ではないかと考えられており、ヒッパルコス衛星が測定した年周視差に基づいて連星間距離を推定すると、およそ660auとなる。
主星のへびつかい座72番星Aは、スペクトル型がA4 IVsに分類されるA型準巨星とみられる。或いは、A5 V型のA型主系列星とする説もある。接尾辞の“s”は、吸収線の輪郭が鋭いことを示している。質量、半径はいずれも太陽のおよそ2倍と推定され、光度は太陽の18倍程度と計算されている。伴星のへびつかい座72番星Bは、質量が太陽の2割程度と見積もられている。

## 星座
へびつかい座72番星は、プトレマイオスの星表では、へびつかい座を形作る恒星の外に位置付けられており、現存しない星座であるポニアトフスキーのおうし座が用いられていた頃は、その一部であり最輝星として数えられていた。